# Der Symbiont
Der Symbiont (Originaltitel: Invasive Procedures) ist die vierte Folge der zweiten Staffel der US-amerikanischen Science-Fiction-Fernsehserie Star Trek: Deep Space Nine. Sie wurde in den Vereinigten Staaten über Syndication vermarktet und erstmals am 17. Oktober 1993 auf verschiedenen Fernsehsendern ausgestrahlt. In Deutschland war sie zum ersten Mal am 1. September 1994 in einer synchronisierten Fassung auf Sat.1 zu sehen.

## Handlung
Im Jahr 2370 bei Sternzeit 47182.1 wird die Raumstation Deep Space Nine wegen eines Plasma-Sturms vorübergehend evakuiert. An Bord bleibt nur eine Notbesatzung zurück. Bei einer Inspektion stellen Chefingenieur Miles O’Brien und Sicherheitschef Odo fest, dass der Barbesitzer Quark in einer Luftschleuse zurückgeblieben ist, anstatt einen der Evakuierungsflüge zu nehmen. Er bringt einige Ausreden vor und geht zurück in seine Bar. Odo und O’Brien setzen ihre Inspektion fort und übersehen, dass Quark heimlich ein kleines Gerät in der Luftschleuse angebracht hat.
Plötzlich erreicht die Station ein Notruf von einem sich nähernden Transportschiff. Es erhält die Genehmigung zum Andocken, doch es stellt sich schnell heraus, dass der Notruf nur ein Trick war. In der Luftschleuse bedroht die Besatzung – ein Trill namens Verad, seine Geliebte Mareel und die beiden klingonischen Söldner T’Kar und Yeto – O’Brien und Odo mit Waffengewalt. Da Odo ein Formwandler ist und ihre Pläne leicht durchkreuzen könnte, zwingen sie ihn, sich in ein Behältnis zu begeben, das Stationsarzt Julian Bashir anschließend in einer Stasiskammer unterbringen muss. Auf der Ops nehmen die Fremden die restlichen Führungsoffiziere gefangen. O’Brien äußert den Verdacht, dass Quark die Sicherheitssysteme der Luftschleuse manipuliert hat, sodass die Waffen der Eindringlinge nicht entdeckt wurden. Quark seinerseits war davon ausgegangen, dass ein gewinnbringendes Geschäft auf ihn wartet, doch im Gespräch mit Yeto muss er feststellen, dass dies nur als Vorwand diente, damit er ihm und seinen Leuten hilft, auf die Station zu gelangen.
Verad erklärt den versammelten Offizieren, was der Zweck seines Hierseins ist: Mit Blick auf die Wissenschaftsoffizierin Jadzia Dax, die ebenfalls eine Trill ist, verlangt er die Übergabe von Dax. Dies ist der Name des Symbionten, mit dem Jadzia vereinigt wurde. Verad hatte sich ebenfalls für diese Vereinigung beworben, wurde aber abgelehnt. Dennoch ist er der Meinung, dass Dax ihm zusteht. Wenn eine Vereinigung aber erst einmal erfolgreich abgeschlossen ist, würde es den Tod für den Wirt bedeuten, wenn der Symbiont wieder entfernt wird. Dr. Bashir weigert sich, Jadzias Leben zu gefährden, doch Verad will die Verpflanzung des Symbionten erzwingen. Er schießt auf O’Brien und verletzt ihn schwer. Verad scheint fest entschlossen, noch weiter zu gehen, und Bashir sieht ein, dass ihm keine Wahl bleibt.
In der Krankenstation führt Bashir die Verpflanzung unter der Aufsicht von Yeto durch. Da auf der Ops nur noch T’Kar und Mareel zurückgeblieben sind, versuchen Commander Benjamin Sisko und Major Kira Nerys, sie zu überwältigen, scheitern jedoch. Durch ein Gespräch gewinnen sie allerdings Zugang zu Mareel. Sie erklärt, dass sie Verad auf dem Planeten Khefka IV kennengelernt hat. Er hat ihr dort aus einer schwierigen Lage geholfen und sie verliebte sich in ihn. Sisko gelingt es, Zweifel in ihr zu säen, indem er erklärt, dass sich die Persönlichkeit von Trill nach der Vereinigung mit einem Symbionten völlig verändert. Der neue Verad ist daher möglicherweise nicht mehr der Mann, den sie kannte.
Nach der Operation ist Jadzia noch am Leben, aber sehr schwach, Bashir gelingt es, ihren Zustand vorübergehend zu stabilisieren. Verad fühlt sich ausgezeichnet und wie von Sisko vorausgesagt hat sich seine Persönlichkeit sehr verändert. War er zuvor noch schüchtern und unsicher, tritt er jetzt sehr selbstbewusst auf. Er verfügt nun über die Erinnerungen des Dax-Symbionten und glaubt, dadurch nahtlos an die Freundschaft von Jadzia und dem vorherigen Wirt Curzon mit Sisko anknüpfen zu können. Sisko hingegen will nicht hinnehmen, dass er bereit ist, Jadzia sterben zu lassen, und kündigt ihm die Freundschaft. Gegenüber Mareel verhält sich Verad distanzierter als vor der Verpflanzung und sie beginnt zu zweifeln, ob sie richtig gehandelt hat. Ihre Zweifel wachsen noch, als sie gemeinsam den Fluchtplan durchgehen. Verad will mit dem Frachtschiff abfliegen, Mareel und die Klingonen sollen mit einem der stationseigenen Rundabouts folgen. Da er auf ihre Liebesbekundungen kaum noch eingeht, befürchtet Mareel, dass Verad nicht beabsichtigt, sie am vereinbarten Treffpunkt wiederzusehen.
Unerwartet greift Quark T’Kar an, wird aber mit Leichtigkeit überwältigt. Er täuscht eine schwere Verletzung vor und wird auf die Krankenstation gebracht. Bashir führt eine Scheinbehandlung durch und nutzt dies als Ablenkung, um Yeto ein Betäubungsmittel zu verabreichen. Da er nun unbewacht ist, holt er sofort das Behältnis mit Odo aus der Stasiskammer. Quark knackt das Schloss des Behälters und Odo ist frei. Als Verad bemerkt, dass Yeto außer Gefecht gesetzt wurde, zieht er die Abreise vor und macht sich unverzüglich mit T’Kar und mit Kira als Geisel auf dem Weg zum Frachtschiff. Mareel bleibt auf der Ops zurück. Sie ist sich jetzt sicher, dass sie Verad nie mehr wiedersehen wird. Sisko verspricht ihr, dass es noch möglich ist, sowohl den alten Verad als auch Jadzia zu retten. Mareel erklärt sich zur Zusammenarbeit bereit und übergibt Sisko ihren Phaser.
Als Verad die Luftschleuse erreicht, muss er feststellen, dass das Frachtschiff nicht mehr da ist, denn Odo hat inzwischen die Andockklammern gelöst. Gemeinsam überwältigen Odo und Kira T’Kar. Verad rennt zu einer benachbarten Luftschleuse, um mit einem Runabout zu fliehen, doch dort wartet bereits Sisko auf ihn. Verad hält Sisko immer noch für seinen alten Freund und glaubt nicht, dass er auf ihn schießen würde – aber da täuscht er sich. In der Krankenstation wird der Dax-Symbiont wieder aus Verad entfernt und zurück in Jadzia verpflanzt. Verad fühlt sich leer und verunsichert, aber Mareel verspricht, sich um ihn zu kümmern und nie mehr von seiner Seite zu weichen. Jadzia erholt sich und die Erinnerungen von Verad werden von nun an für immer ein Teil von ihr bleiben.

## Verbindungen zu anderen Star-Trek-Produktionen
Einige Elemente aus dieser Folge wurden in späteren Folgen der Serie wieder aufgegriffen:
- Der strenge Auswahlprozess, der der Vereinigung eines Trill mit einem Symbionten vorausgeht, wird in Folge 3.04 (Das Equilibrium) noch ausführlicher thematisiert.
- In Folge 3.25 (Facetten) unterzieht sich Jadzia einem Ritual, bei dem die Bewusstseine der früheren Dax-Wirte temporär auf andere Personen übertragen werden. Verad spielt in diesem Ritual keine Rolle, was impliziert, dass seine Vereinigung mit dem Dax-Symbionten nicht vollständig war.

## Produktion

### Drehbuch
Die Folge geht auf einen Wunsch der Produzenten von Star Trek: Deep Space zurück, die zeigen wollten, dass nicht jeder Trill mit einem Symbionten vereint wird, sondern dass dies vielmehr eine Besonderheit darstellt, die nur wenige Trill erreichen.

### Darsteller
Die Hauptfigur Jake Sisko (Cirroc Lofton) hat in dieser Folge keinen Auftritt.
Megan Gallagher, Darstellerin von Mareel, spielte auch Schwester Faith Garland in Folge 4.07 (Kleine, grüne Männchen) von Star Trek: Deep Space Nine und Lieutenant Jaryn in Folge 7.07 (Körper und Seele) von Star Trek: Raumschiff Voyager.
Tim Russ, Darsteller von T’Kar, hatte zuvor bereits Devor in Folge 6.10 (In der Hand von Terroristen) von Raumschiff Enterprise – Das nächste Jahrhundert gespielt. Er spielte später noch einen Sternenflottenoffizier im Spielfilm Star Trek: Treffen der Generationen. 1995 übernahm er in der Serie Star Trek: Raumschiff Voyager die Hauptrolle des vulkanischen Sicherheitschefs Tuvok. Tuvok verkörperte er später auch in je einer Folge von Star Trek: Deep Space Nine und Star Trek: Picard.
Steve Rankin, Darsteller von Yeto, hatte zuvor bereits den Romulaner Patahk in Folge 3.07 (Auf schmalem Grat) von Raumschiff Enterprise – Das nächste Jahrhundert und einen cardassianischen Offizier im Pilotfilm Der Abgesandte von Star Trek: Deep Space Nine gespielt. Er spielte später noch Colonel Green in Folge 4.20 (Dämonen) von Star Trek: Enterprise.

### Modelle
Für Verads Raumschiff wurde das Modell des lysianischen Wächterschiffs aus Folge 5.14 (Mission ohne Gedächtnis) von Raumschiff Enterprise – Das nächste Jahrhundert wiederverwendet.

## Rezeption
Keith DeCandido bewertete Der Symbiont 2013 auf tor.com als eine leicht überdurchschnittliche Folge von Star Trek: Deep Space Nine. Er fand, dass die Geschichte einige deutliche Schwächen aufweise. Dass die Station evakuiert werden muss, wirke repetitiv, da dies bereits in der vorangegangenen Folge Die Belagerung der Fall war. Verads Plan hängt vollständig davon ab, dass die Station weitgehend verlassen ist; allerdings war der Sturm, der die Evakuierung erst nötig machte, gar nicht vorhersehbar. Es bleibt unklar, warum Quark die Sicherheitssysteme der Station sabotiert, obwohl er lediglich davon ausgeht, etwas zu verkaufen. Ebenso problematisch sei, dass Quark für seine Beihilfe zu einem versuchten Mord ohne Strafe davonkommt. Positiv hob DeCandido die Gespräche von Kira und Sisko mit Mareel und Verad hervor, ebenso die Schauspielleistung der Gastdarsteller, vor allem John Glover, der sowohl den ursprünglichen, verschüchterten Verad als auch den selbstsicheren, mit Dax vereinigten Verad hervorragend spielt.